# 앵글리아 러스킨 대학교
앵글리아 러스킨 대학교(영어: Anglia Ruskin University)는 영국 이스트앵글리아에 위치한 공립 대학교이다.

## 역사
영국에서 14번째로 큰 대학이다. 학교의 역사는 1858년 설립된 케임브리지 예술대학을 시작으로 앵글리아 폴리테크닉을 거쳐 1992년 개교한 앵글리아 러스킨 대학교에 이른다. 학교의 명칭은 영국의 사상가이자 평론가였던 존 러스킨에서 따온 것이다. 존 러스킨은 케임브리지 예술대학의 개교 기념연설을 했다. 케임브리지에는 케임브리지 대학교 외 앵글리아 러스킨 대학교 이렇게 단 두 개의 종합대학만이 존재한다. 케임브리지 대학교에는 예술학부가 없으며, 경영대학원의 학비는 세계에서 가장 비싸기 때문에 케임브리지 대학교 학부를 졸업한 학생들이 예술 경영 분야의 학업을 위해 앵글리아 러스킨 대학원으로 진학하는 경향을 보인다. 150년의 역사를 가지고 있으며, 현재까지 케임브리지 예술대학으로 불린다.

## 캠퍼스
케임브리지, 첼름스퍼드, 피터버러, 런던에 캠퍼스를 두고 있다.

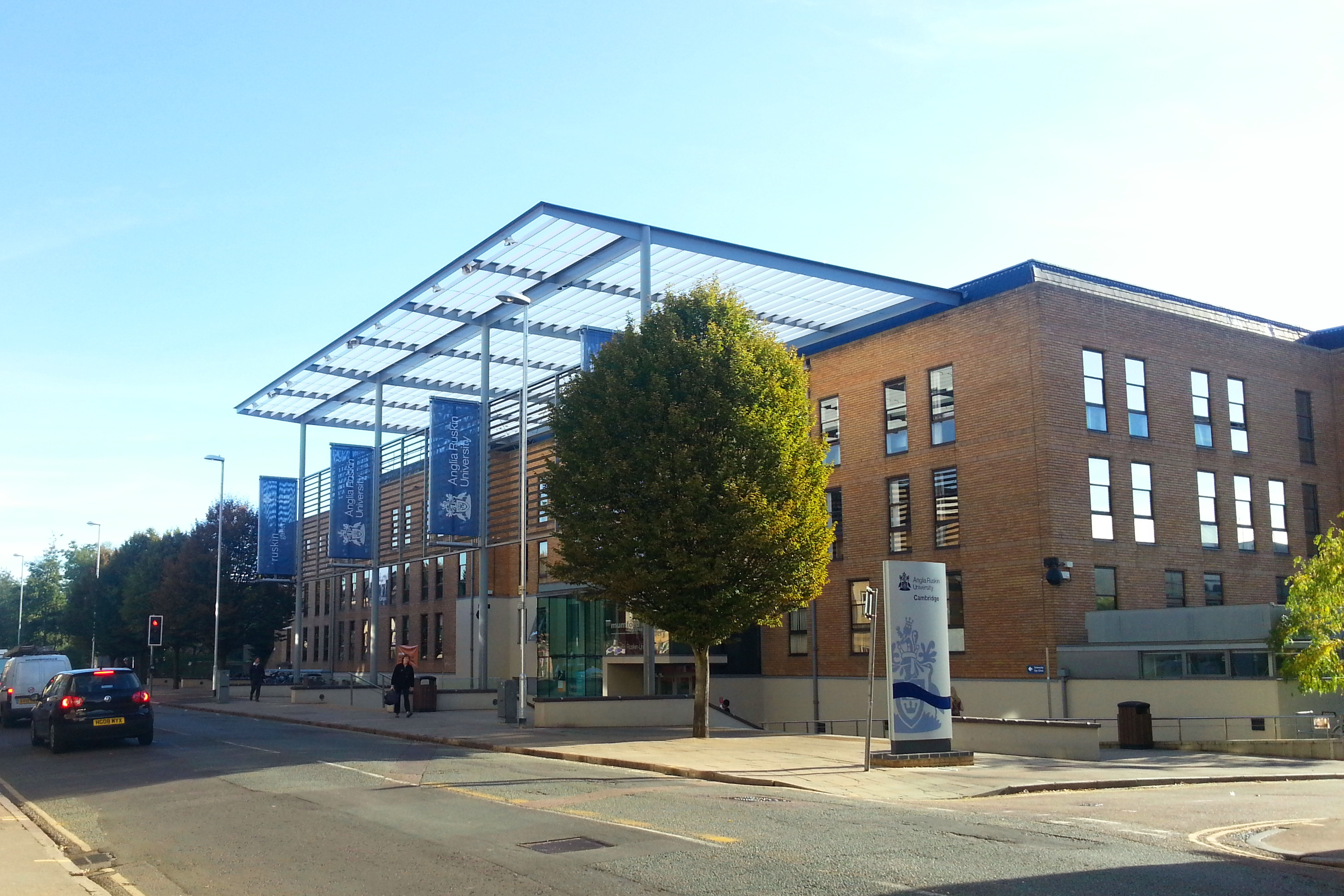
케임브리지 캠퍼스
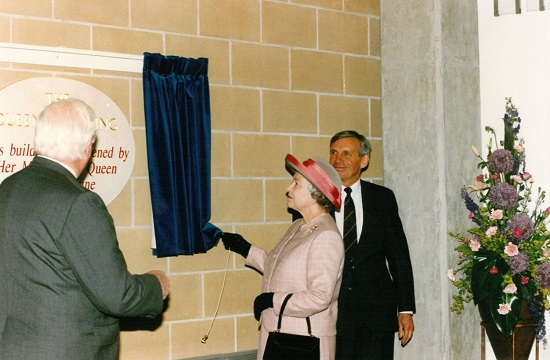
퀸 엘리자베스 2세에 의해 개관된 퀸즈 빌딩
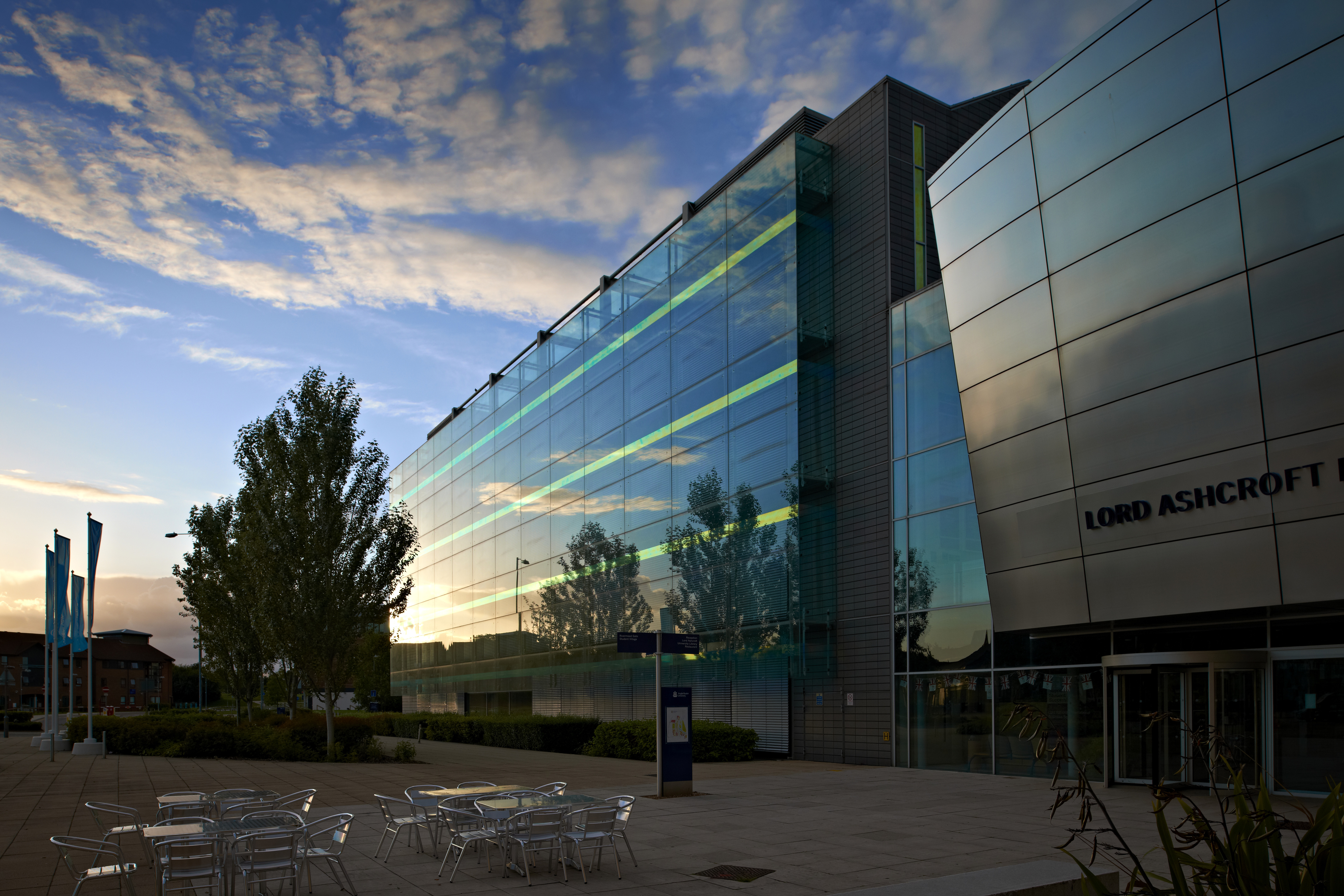
로드 애쉬크로프드 빌딩
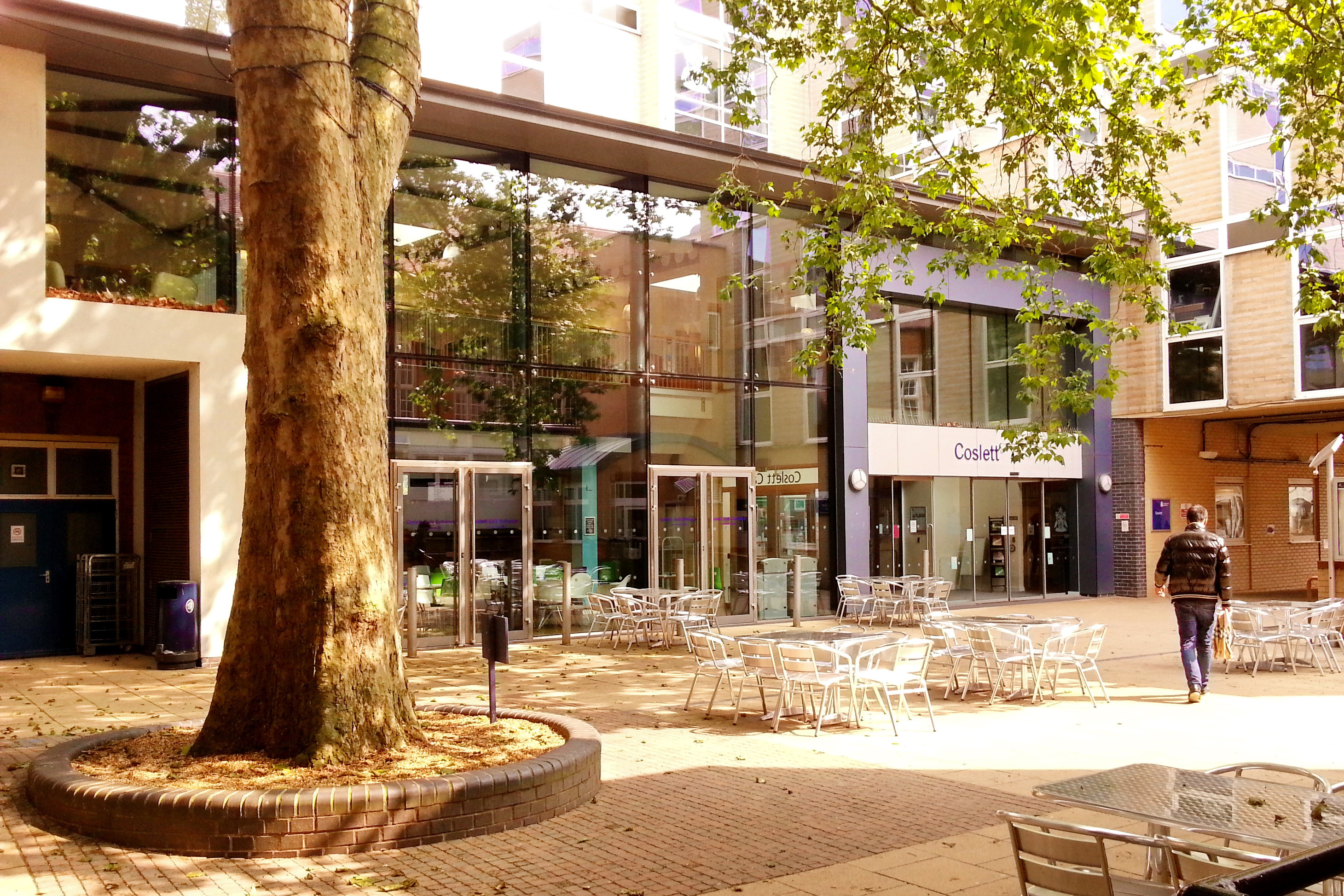
코슬렛 빌딩
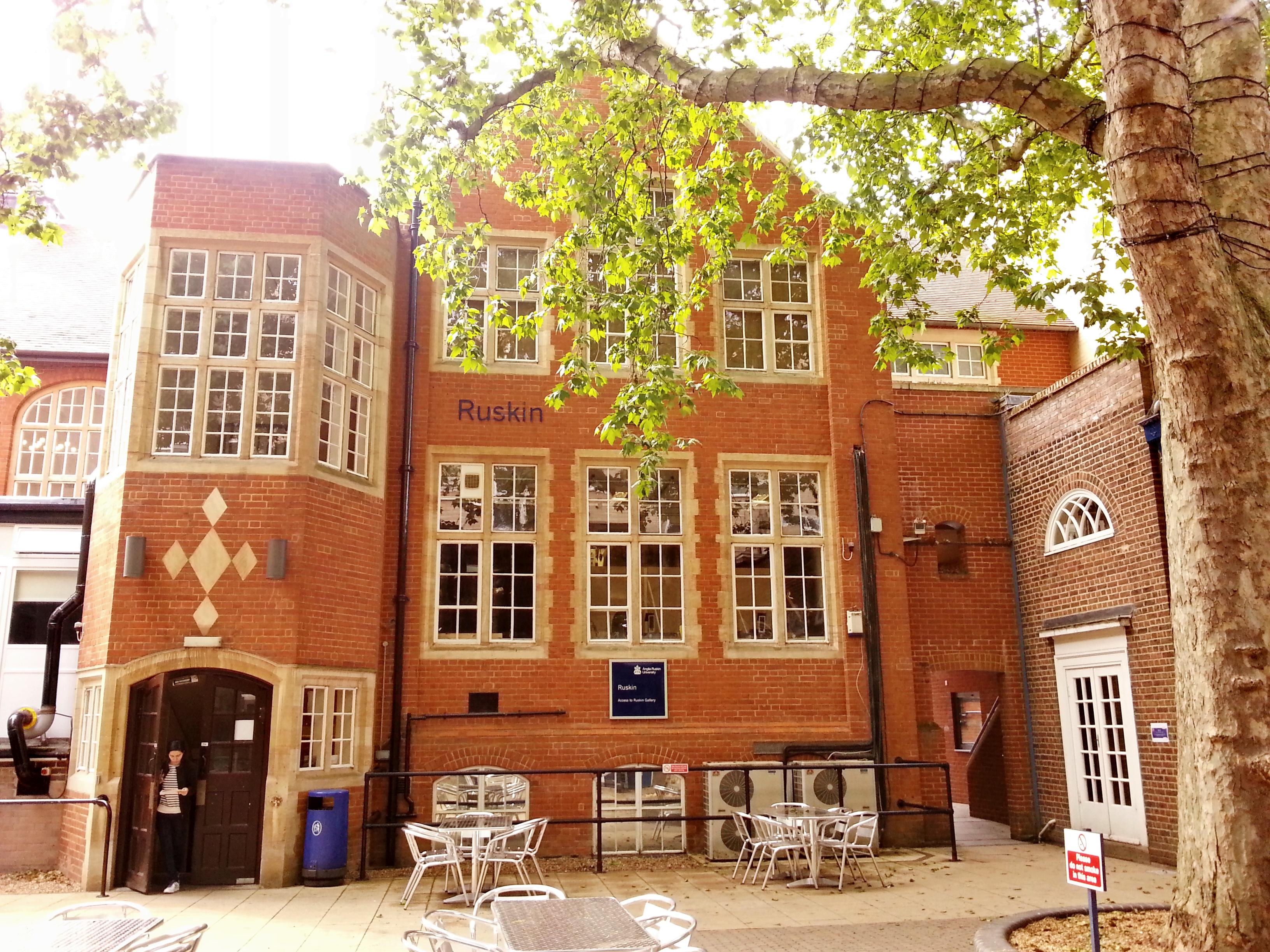
러스킨 빌딩
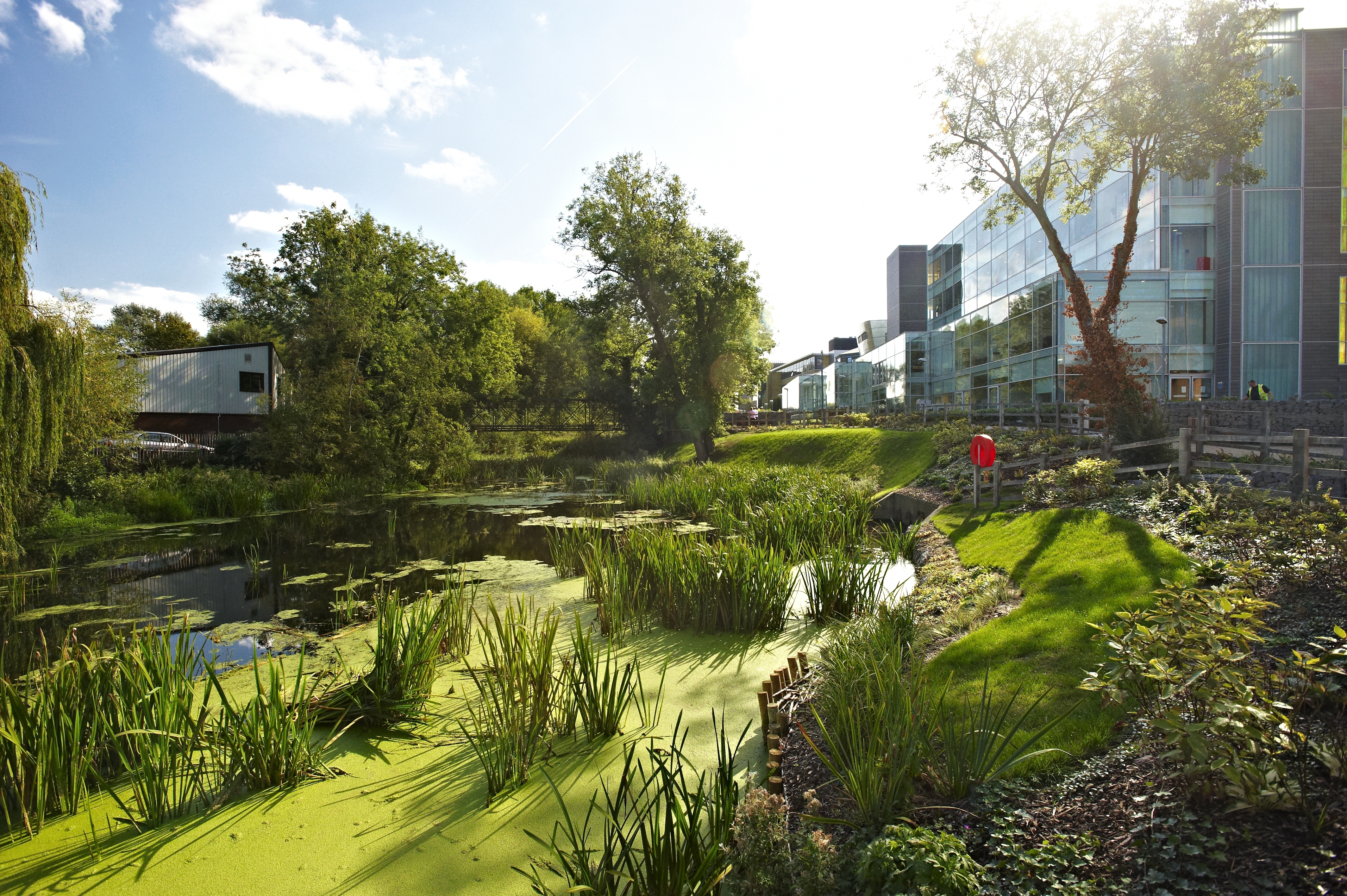
첼름스퍼드 캠퍼스의 연못
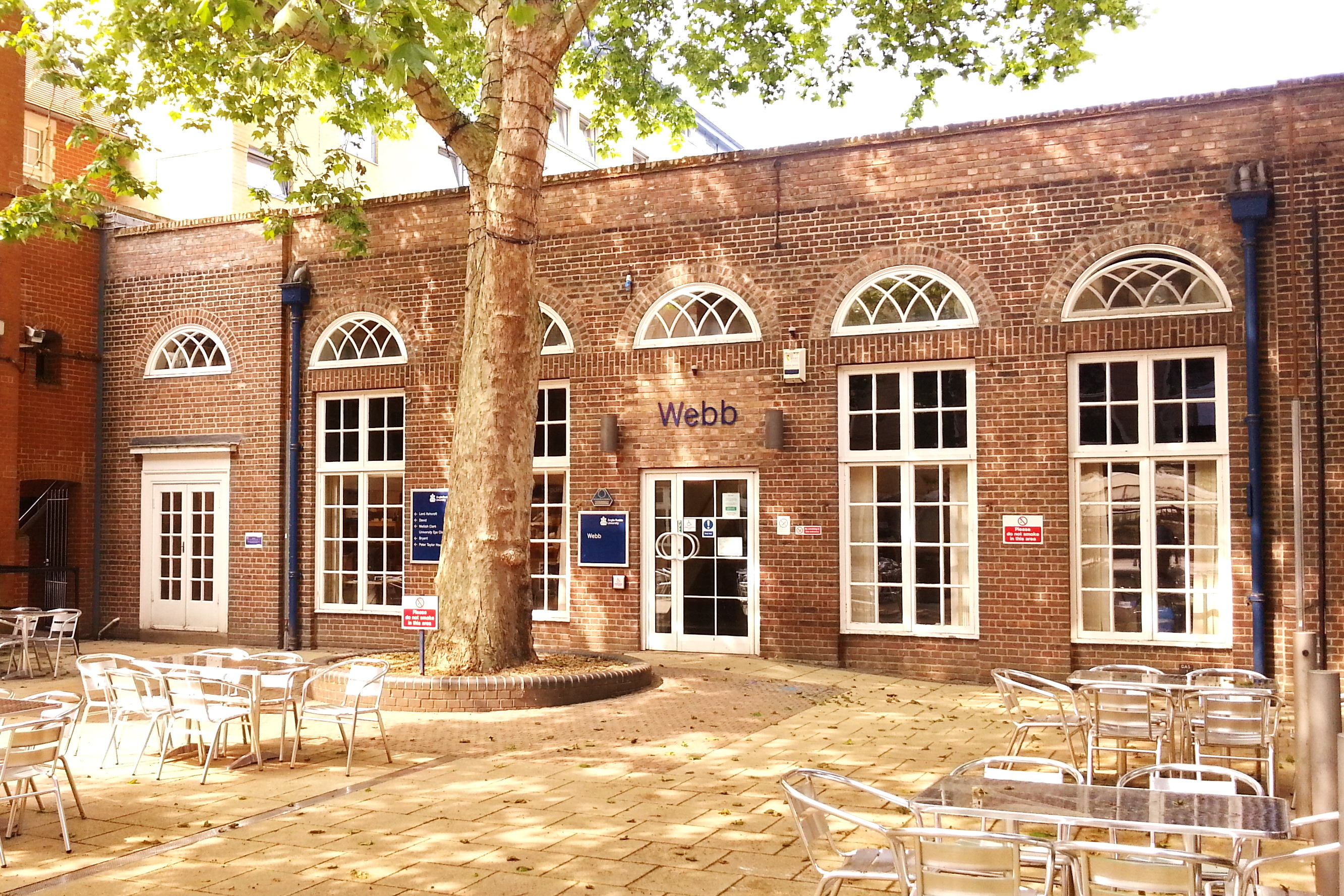
웹 빌딩

## 구성
총 7개의 학부로 구성되어 있다.
- 예술학부 Cambridge School of Art(예술대학원 children's book illustration과정 외 설치)
- 경영법학부 Faculty of Business and Law, School of Management(경영대학원 MBA과정 외 설치)
- 건강, 사회 복지 및 교육학부
- 의과학부 Medical Science
- 사회과학부 Social and Science
- 과학 및 공학부 Faculty of Science & Technology
- 로드 애쉬크로프트 인터내셔널 비즈니스 스쿨 International Business Strategy(국제경영대학원 국제경영전략 프리마스터과정 외 설치)

## 평가
• 2014년 타임스 고등교육 세계 대학 평가(Times Higher Education Awards) 기업가적 대학으로 선정되었다.
• 2017년 The Times와 The Sunday Times Good University Guide에서 우수한 티칭의 상위 20개 대학에 선정되었다.
• 2018년 타임스 고등교육 세계 대학 평가에서 301-350위.
• 2021년 영국내 랭킹 38위 타임스 고등교육 세계 대학 평가에서 301-350위를 기록했다.
• 2023년 영국 정부 교육 평가 TEF (Teaching Excellence Framework)에서 GOLD 등급을 받았다.

## 학문적 성취
오래된 역사 만큼이나 졸업생수가 많아 영국내 외 동문 파워가 강한점이 특징이다. 특히, 전세계 하나뿐인 과정으로 예술대학원에 설치 된 북아트 석사 과정과 영국 동부지역에서 가장 큰 경영대학의 하나로 경영대학원에 설치 된 경영학 석사 졸업생들이 출판 및 산업계 진출, 사업가 및 작가로 활동중이다. 펭귄북스라는 출판사와의 긴밀한 연계로 강연이 열리기도 하고, 케이트 그린어웨이 상, 워터스톤즈 상을 포함 영국 내 문학상 및 이탈리아 볼로냐 라가치 상을 가장 많이 수상하는 학교로 알려져 있다. 15개 전공분야에서 세계 최고 수준의 연구로 분류 The Research Excellence Framework(REF 2014)되었으며, 동물행동학과, TV&필름 학과, 뮤직테라피학과가 영국내 상위권에 랭크되어 있으며, 음악대학이 호주의 멜버른 대학교와 파트너쉽을 맺고 있다. 그 밖에도 철학, 스포츠과학, 범죄학, 사회학, 전기&전자공학, 경영학이 6개의 전공분야에서 THE 타임스 고등교육 세계 대학 평가교육의 우수성 부문 Top 10에 선정되어 세계적이라는 평가를 받는다.  2021년 기술, 기업 및 기업가정신은 영국 고등 교육 기관(HEIs)의 상위 10%에 이름을 올렸다.

## 여담
영국 내에서 가장 정교회 연구의 수준이 높다고 평가받으며 정교회 사제를 배출하고 관련 학위를 줄 수 있도록 연구기관과 협력 관계가 구축되어 있다. 내부에 정교회 신자도 많으며 정교회적 분위기가 나기도 한다. 이외에 사립대학식으로 학교를 운영하는 것도 특징이며 신자유주의에 대한 연구나 민영화에 대한 분석에 대해서도 상당히 수준이 높은 편이다.

## 동문
1866년 여성의 참정권 청원에 서명한 빅토리아시대의 시인 오거스나 웹스터를 시작으로, 전공 불문 유독 작가들을 많이 배출하는 학교이다. 이 대학 출신의 유명 졸업생 중에는 해리포터 초판 일러스트레이터 토마스 테일러, 어둠을 금지한 임금님 작가 에밀리 하워스부스, 전쟁작가 에드워드 바우덴, 사업가이자 작가 마이클 애쉬크로프트, T.S 엘리엇 상 수상 시인 존 번사이드 등이 있으며, 영국을 대표하는 록 밴드 핑크 플로이드의 데이비드 길모어, 시드 베럿, 덴마크 부호 사업가 앤더스 홀츠 포블센, 포드와 르노 자동차 디자이너 패트릭 르 퀘멍 등이 이 대학 출신이다.
명예 박사로는 메디치상 수상 작가 알베르토 망구엘, 모털엔진 작가 필립 리브, 황금나침반 작가 필립 풀먼, 가수 카일리 미노그, 킹스 칼리지 합창단의 지휘자 스티븐 클리오버리 등이 있다.
이 대학의 교수진으로는 와슨과 함께 DNA지도를 그려 노벨생리·의학상(1962)을 받은 프란시스 크릭, 오딜리 부부가 있다.

## 입학 및 졸업
앵글리아러스킨대학교는 전공과 학위별로 다른 입학지원 성적을 요구한다. 영국 및 유럽 교육제도를 밟지 않은 학생이 앵글리아러스킨대학교에 입학할 수 있는 방법으로 파운데이션(Foundation), 에이레벨(A-level), IB 등이 있다. Navitas 학부예비 파운데이션과정, IYO이어원과정, 석사예비 프리마스터과정 등. 인기가 좋은 아트 & 디자인계열 대학원 졸업은 실기 졸업작품, 소논문 제출하면 졸업이 가능하다. 그러나, 팬데믹으로인해 2020년부터 논문 심사를 강화하여, 경영대학원 석사(MBA)과정의 경우 최종논문 시연과 함께 1,5000단어의 본 논문을 제출, 학교 1차 내부심사, 2차 외부심사를 통과해야만 졸업이 가능하다.

## 언론 및 미디어
영국의 명문 대학교들은 졸업이 어려운 반면, 학교 측의 취업율 광고와 실제 취업율이 다르다는 이유로 논란이 되어왔는데, 2000년 옥스퍼드 대학교(University of Oxford)졸업생 Faiz Siddiqui가 모교를 소송, 패소한 사건과 함께 2003년 케임브리지 앵글리아 러스킨 대학교 비학위(GDL)과정 졸업생 Pok Wong 또한 모교를 상대로 소송을 걸어 공론화되었지만, 이 역시 패소했다. 간디, 오스카 와일드를 길러낸 존 러스킨의 명예를 홍콩계 학생 Pok Wong이 실추시켰다는 이유로 케임브리지 대학가를 비롯해 동문들의 공분을 샀다.

## 같이 보기
- 영국의 대학 목록